# 喬納森·吉利斯

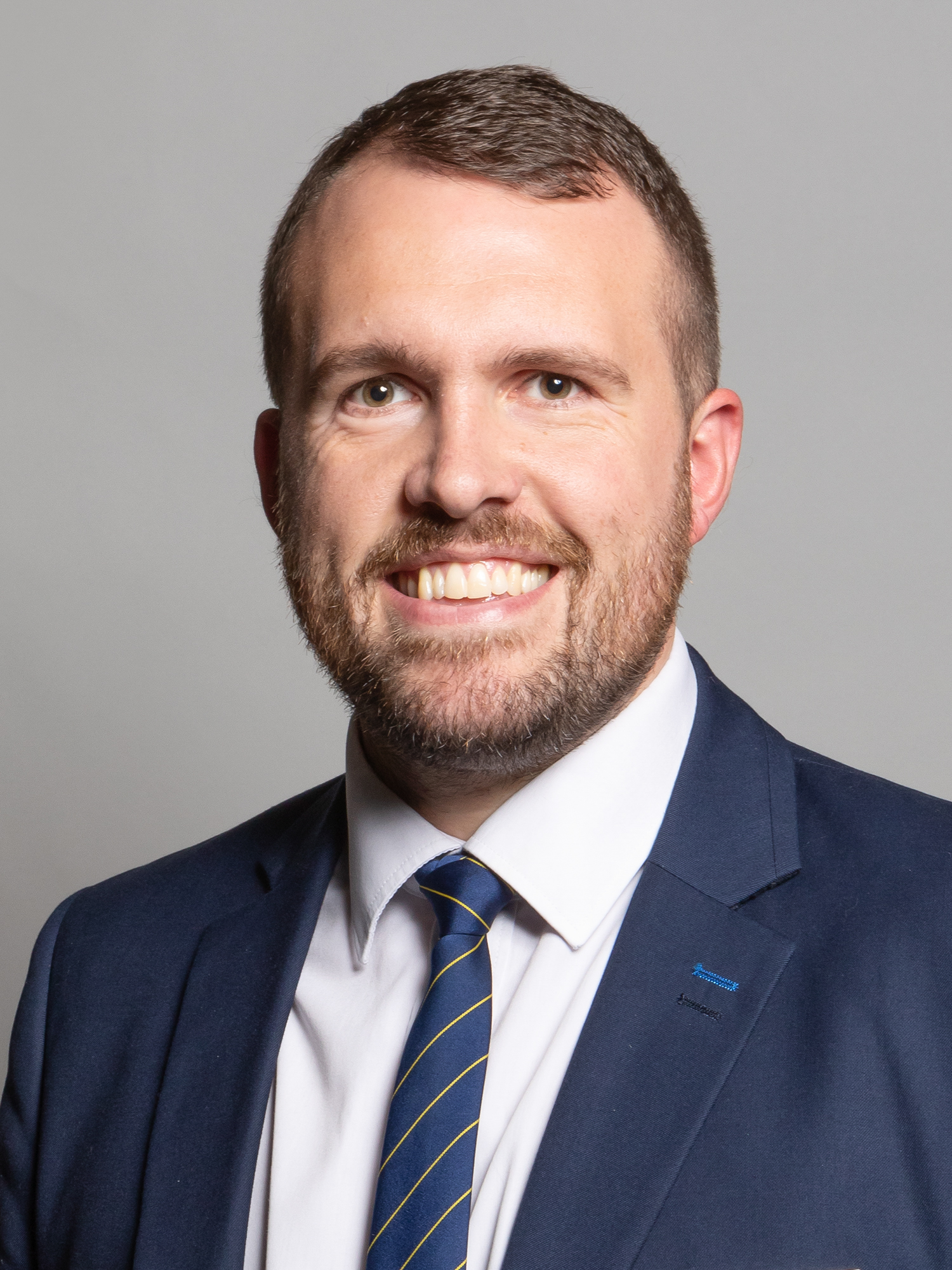

喬納森·吉利斯（英語：Jonathan Edward Gullis，1990年1月9日—）是英國的一位政治家，所屬政黨是保守黨。他在2019年英國大選中當選北特倫特河畔斯托克的議員。